# Unió d'Estats del Balutxistan

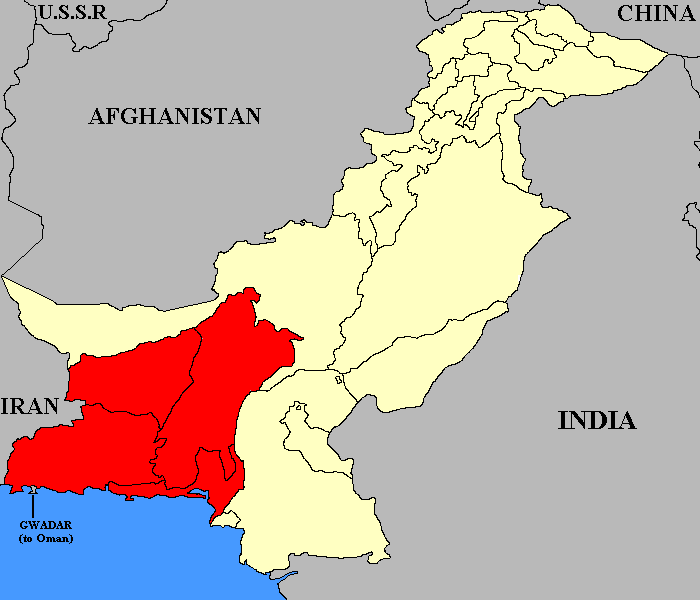
Estats del Balutxistan

La Unió d'Estats del Balutxistan fou una unió política creada per quatre estats (principats) del Pakistan el 3 d'octubre de 1952 i que va existir fins a la dissolució de les províncies el 14 d'octubre de 1955. El 1970 el seu territori es va unir a l'antiga província pakistanesa de Balutxistan (i al port de Gwadar cedit per Oman) per formar la nova província del Balutxistan.
Les formaven els següents estats:
- Kanat de Kelat
- Estat de Kharan
- Estat de Las Bela
- Principat de Makran.

Els quatre territoris tenien sobirans propis i el kan de Kelat exercia la preeminència. Van governar dins del Pakistan separadament del 1947 fins al 1952 quan es va formar una unió la capital de la qual fou Kelat. El primer cap de la unió fou el kan de Kelat amb títol de Khan-e-Azam. El cos principal de govern era el consell de governants amb el khan-i-Azam, el jam de Las Bela, i els nawabs de Kharan i Makran. Decisions de gran transcendència podien ser adoptades per la jirga o assemblea de caps tribals o nobles (sardar).